# Oorlogia
Oorlogia is een geslacht van kevers uit de familie bladkevers (Chrysomelidae).
De wetenschappelijke naam van het geslacht werd in 1978 gepubliceerd door Silfverberg.

## Soorten
- Oorlogia nigriceps Silfverberg, 1978